# Sigaus obelisci
Sigaus obelisci är en insektsart som beskrevs av Bigelow 1967. Sigaus obelisci ingår i släktet Sigaus och familjen gräshoppor. Inga underarter finns listade i Catalogue of Life.

## Bildgalleri

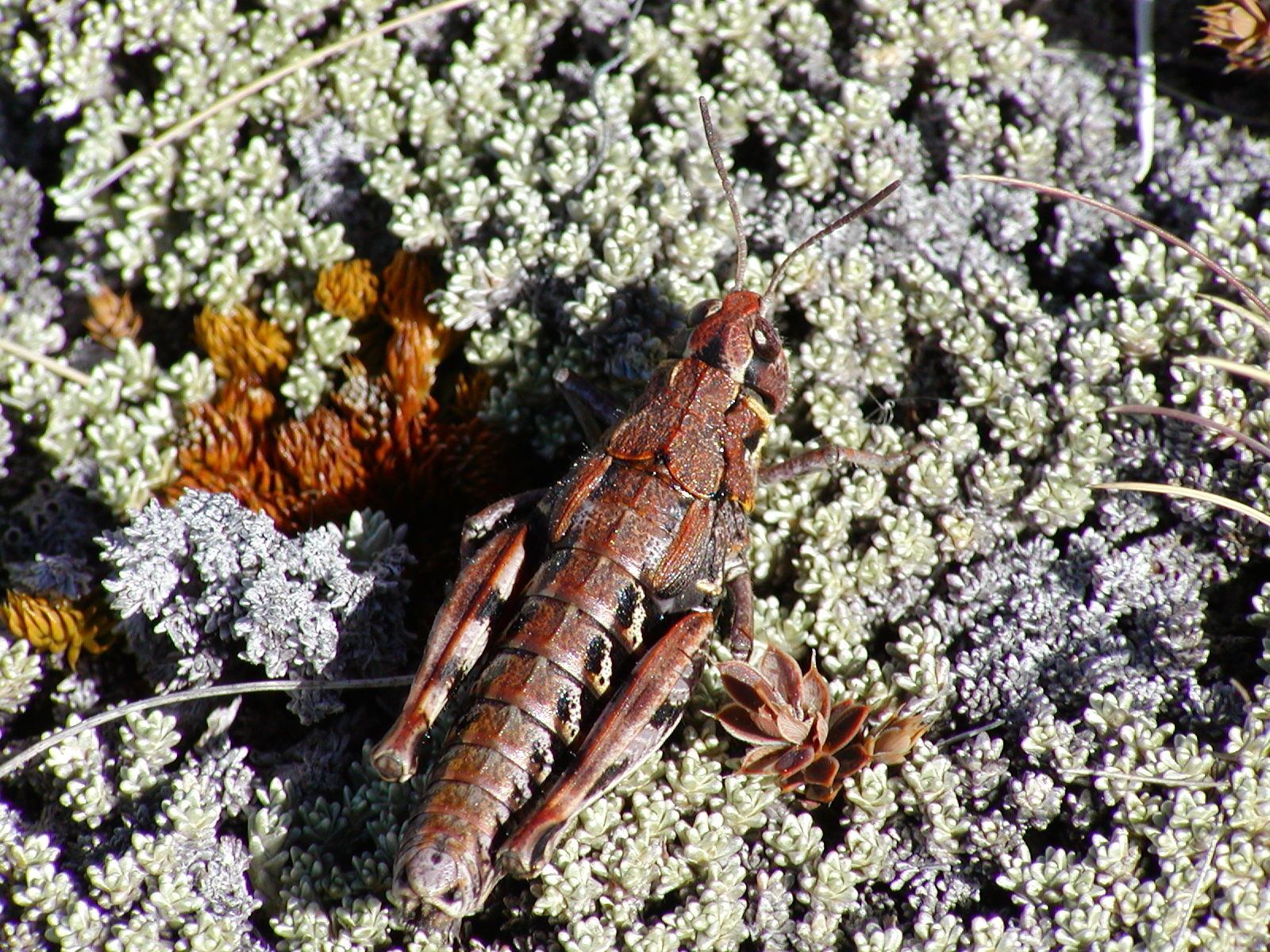